# 簡學義
簡學義（1954年?月?日—），台灣建築設計師，竹間聯合建築師事務所創辦人，1980年畢業於東海大學建築系。

## 生平
- 1954年，生於屏東縣[1]。
- 1984年，畢業於東海大學建築系[2]。
- 1987年，成立竹間建築工作室。
- 1992年，竹間建築工作室改名為竹間聯合建築師事務所。

## 作品列表
- 1989年，誠品中山店，台北市中山區。
- 2000年，鶯歌陶瓷博物館，新北市鶯歌區。
- 2004年，宜蘭縣 228紀念公園
- 2007年，國立臺灣歷史博物館，臺南市安南區。

## 獲獎
- 2017年，以臺北市網球中心得到台灣建築獎[3]。